# Семченко, Олег Иванович
Олег Иванович Семченко (19 июня 1947, село Покровка, Чановский район, Новосибирская область — 18 августа 2015) — российский и советский политический деятель, с 1990 по 1991 год возглавлявший город Новосибирск.

## Биография

### Ранняя биография
Родился в 1947 году в селе Покровка Чановского района. Происходил из рабочей семьи: его отец трудился шофёром, а до этого воевал на фронте Великой Отечественной, мать также была рабочей. Являлся коренным жителем Сибири. Учился в средней школе родного села, которую окончил в 1961 году (школа была семилетней).
После окончания школы вместе с семьёй переехал в Новосибирск, в 1962 году поступил в станкостроительный техникум в Новосибирске, где учился до 1966 года (специальность «литейное производство чёрных металлов»). Затем был инженером-диспетчером на заводе электротермического оборудования. Оттуда был призван в ряды армии СССР, до марта 1967 проходил службу на территории Сибирского военного округа в городе Канск.
После военной службы до 1973 года работал на заводе «Сибсельмаш», где работал в литейном цеху мастером бюро технического контроля и мастером обрубного участка, а также на предприятии по производству вентиляционных заготовок инженером по технике безопасности. Затем стал работать на заводе «Луч», там возглавлял планово-распределительное бюро и цех, заместителем начальника которого изначально был, занимал должность заместителя начальника производства, стоял во главе отдела материально-технического снабжения. В 1977 году вступил в Коммунистическую партию Советского Союза.
В это же время по заочной форме получал образование в городском электротехническом институте, окончил его в 1982 году и выучился на инженера-механика (специальность «технология машиностроения»). Со следующего года стал работать в производственном объединении имени Коминтерна: трудился мастером, был замом директора (по общим вопросом), затем возглавил завод и замещал гендира НПО «Сапфир». Суммарно проработал на предприятиях города двадцать лет.

### Политическая деятельность
Избирался в советы депутатов Дзержинского района и Новосибирска. В 1990 году участвовал в выборах народных депутатов РСФСР от Дзержинского территориального избирательного округа № 520, в первом туре выборов занял второе место с результатом 18061 голос «за» (24,6 %) и 49919 голосов «против» (68,1 %). Отобрался во второй тур, в первом уступив Юрию Тарасюку, который в итоге и был избран депутатом. До избрания на должность председателя исполкома возглавлял городскую комиссию по вопросам ЖКХ.
С 1990 года являлся членом Новосибирского городского комитета КПСС, куда был избран. В том же году Семченко был выбран на должность председателя исполнительного комитета горсовета, тогда его соперником на выборах был Владимир Городецкий. На Совете депутатов, где обсуждалась только кандидатура Семченко, политик получил 110 из 116 голосов. Олег Иванович был кандидатом от ассоциации молодых руководителей предприятий. До Семченко исполняющим обязанности главы города в течение 13 дней был Али Алиджанов. Своей главной задачей Олег Иванович называл постройку жилья, увеличение уровня культуры жизни населения и выполнение программ по продовольствию. Также заявлял о необходимости увеличить уровень санитарии и комфортности проживания в городе.
На следующий год на сессии горсовета было принято решение о совмещении должностей председателя Совета и исполнительного комитета, упразднению последнего и создании администрации города, а новым руководителем города был избран Иван Индинок.
Семченко в общей сложности проработал в должности главы города 9 месяцев: с 6 апреля 1990 по 17 января 1991. Он являлся одним из самых молодых глав города. За время его руководства были построены комплекс «Мать и дитя» (Кировский район города), первый дом в Шевченковском микрорайоне, трибуна городского стадиона «Чкаловец» вместимостью 3 500 человек, новое здание первого дома ребёнка, на заводе по производству безалкогольных напитков была запущена ещё линия розлива газированной воды, начали работать поликлиники в жилых массивах «Снегири» и «Восточный». Совет города на время нормировал продажу продовольственных товаров, исполнительный комитет выделял деньги на благоустройство кладбищ города. В Новосибирске за время руководства Семченко прошли первый благотворительный телевизионный марафон, всесоюзный детский фестиваль по шахматам и всесоюзная конференция «Социально-экономическое развитие Сибири и задачи науки». Олег Иванович принял решение изменить политику взаимодействия между городскими и сельскими населёнными пунктами, которая ранее строилась на покровительстве и давлении, на взаимный расчёт и равноправие в партнёрстве.

### Последующая жизнь
После ухода с должности главы города принимал участие в создании и работе Сибирской товарной биржи, перед этим ознакомился с работой бирж за рубежом в Швейцарии, Китае, Германии и США. На бирже работал председателем биржевого комитета, также был шефом главного маклера. Однако затем биржа была закрыта. Сам Семченко заявлял: «пошел черный нал, белый нал, черт знает что ещё, все пошли торговать в подворотню. Были тяжелые налоги, народ стал учиться, как обходить закон. Биржи не стало».
По состоянию на 18 июня 1992 года являлся членом малого Совета Новосибирского городского Совета народных депутатов. В 1992 году (по другим источникам в 1999) возглавил Сибирский инвестиционный торгово-промышленный союз. Также создавал Сибирский торговый банк, который являлся крупнейшим в городе, но обанкротился в связи с обрушением Западно-Сибирского металлургического комбината, которому были выданы крупные кредиты. Основал Сибирское купеческое собрание. С 1994 года стоял во главе совета директоров закрытого акционерного общества «Струг», которое занималось строительством кирпичных зданий. По данным на 1995 год (тогда банк, занимавшийся долгосрочными программами наподобие финансирования посевной кампании в Алтайском крае или строительства нового здания для комбината, попал в кризис) Семченко являлся в банке председателем наблюдательного совета. Подвергался обвинениям со стороны главы кредиторского совета Игоря Аристова, который заявлял, что из-за действий Семченко произошло усугубление кризиса, и оценил общий ущерб в 80 миллиардов рублей.
На выборах в Госдуму 1995 года был включён в избирательный список движения «Наш дом — Россия». В преддверии выборов 1999—2000 озвучивался в числе возможных кандидатов на пост губернатора Новосибирской области от движения «Новая сила» Сергея Кириенко.
Оказывал финансовую помощь телевизионной программе «Бизнес-новости» ГТРК Новосибирск.
Являлся обладателем нескольких патентов, среди которых различные рельсовые скрепления и способ уборки сельскохозяйственных растений. Имел в собственности городскую квартиру и коттедж на территории Колыванского района с огородом и земельным участком.
В августе 2015 года после рыбалки на искусственном озере в Колыванском районе плохо себя почувствовал, был госпитализирован. Умер 18 августа в возрасте 69 лет.

## Личная жизнь
Был дважды женат. У Семченко были две дочери и один сын, а также внуки.